# آرش قلی‌زاده
آرش قلی‌زاده (انگلیسی: Arash Gholizadeh؛ زاده ۲۴ ژانویهٔ ۱۹۹۰) یک بازیکن فوتبال اهل ایران است.